# Louisa Humphry
Louisa Murdoch Humphry MNZM (Kuria,1952) és una artista i mestra teixidora de Kiribati amb més de trenta anys d'experiència. Humphry va créixer a Kiribati i ara resideix a Nova Zelanda. El 2019, el seu treball va ser reconegut amb un Premi Pacific Heritage Artist juntament amb l'artista de Kiribati Kaetaeta Watson als Premis Arts Pasifika. El 2021, va ser nomenada membre honorària de l'Ordre del Mèrit de Nova Zelanda, pels seus serveis a la comunitat i la cultura de Kiribati.

## Biografia
Humphry va néixer a Kuria (Kiribati) el 1952, va créixer a Kiribati i als 16 anys va rebre una beca per estudiar a Nova Zelanda. Mentre era a Nova Zelanda, va assistir a la New Plymouth Girls’ High School i va estudiar infermeria a l'Hospital Base de Whangārei. En acabar els seus estudis, va tornar a Kiribati per motius familiars. Després de casar-se, ella i el seu marit van tornar a Nova Zelanda a principis dels anys setanta.
Humphry va començar a teixir i a aprendre sobre el teixit mentre creixia a Kiribati. Quan era adolescent a Nova Zelanda, va veure una armadura de guerra teixida de Kiribati exposada al Museu Memorial de Guerra d'Auckland i ho descriu com un "moment crucial" per a ella. Humphry ha exposat a Home AKL a la Galeria d'Art d'Auckland i a Wunderruma al Museu d'Art Dowse i a la Galeria d'Art d'Auckland. Algunes de les fibres amb què treballa inclouen pandanus, kie kie i harakeke.
L'exposició de Humphry el 2013, anomenada Te Eitei al Museu de Waikato Te Whare Taonga o Waikato, va ser una instal·lació sobre una icona nacional de Kiribati, la fregata.
Amb la seva estreta col·laboradora, la teixidora de Kiribati Kaetaeta Watson, i l'equip del projecte Tungaru, un estudi de l'armadura teixida tradicional de Kiribati ha donat lloc a un renaixement d'aquesta "antiga tecnologia del Pacífic". Van aconseguir corda feta a Kiribati per al projecte. Els fabricants de la corda es van preguntar si estaven construint una casa perquè en volien molta quantitat. Fer la corda de fibra de coco necessària requereix molta mà d'obra. Aquest projecte va rebre el suport de Creative New Zealand i el British Museum, i l'obra es va presentar a la Triennal d'Àsia-Pacífic del 2018.
El 2019, Humphry i Kaetaeta Watson van participar en una exposició i esdeveniments al Dowse Art Museum de Wellington anomenada Ā Mua: New Lineages of Making. L'obra que van mostrar en aquesta exposició va ser Otintaai, que significa sol ixent, i és una peça de vestir per a una guerrera climàtica, en referència al te Otanga, l'armadura masculina de Kiribati, i al taeriri, un mètode de Kiribati per fer faldilles de ball. L'article està fet principalment de la planta neozelandesa harakeke (lli), ja que les fibres tradicionals de Kiribati no estan fàcilment disponibles a Nova Zelanda. Aquesta obra d'art va ser posteriorment adquirida pel Museu de Nova Zelanda Te Papa Tongarewa i es conserva a la seva col·lecció permanent. A partir del 2022, Te Papa té 11 articles creats per Humphry.
En reconeixement dels seus esforços per "mantenir, reviure i promoure una forma d'art del patrimoni del Pacífic a Nova Zelanda", Humphry i Watson van rebre el Premi a l'Artista del Patrimoni del Pacífic 2019, dotat amb 10.000 dòlars, als Premis Arts Pasifika.
La Galeria Contemporània Te Uru Waitākere va celebrar una exposició el 2019 titulada "names held in our mouths" amb sis artistes, entre ells Humphry. Tractava sobre les maneres en què els artistes mantenen la seva pràctica, que es realitza principalment fora de les institucions formals. L'exposició també incloïa obres de Sosefina Andy, Nikau Hindin, Wikuki Kingi, Pacifica Mamas, Kaeteata Watson i The Veiqia Project, i va ser comissariada per Ioana Gordon-Smith.